# Bicyclus auricruda
Bicyclus auricruda är en fjärilsart som beskrevs av Butler 1868. Bicyclus auricruda ingår i släktet Bicyclus och familjen praktfjärilar. Inga underarter finns listade i Catalogue of Life.

## Bildgalleri

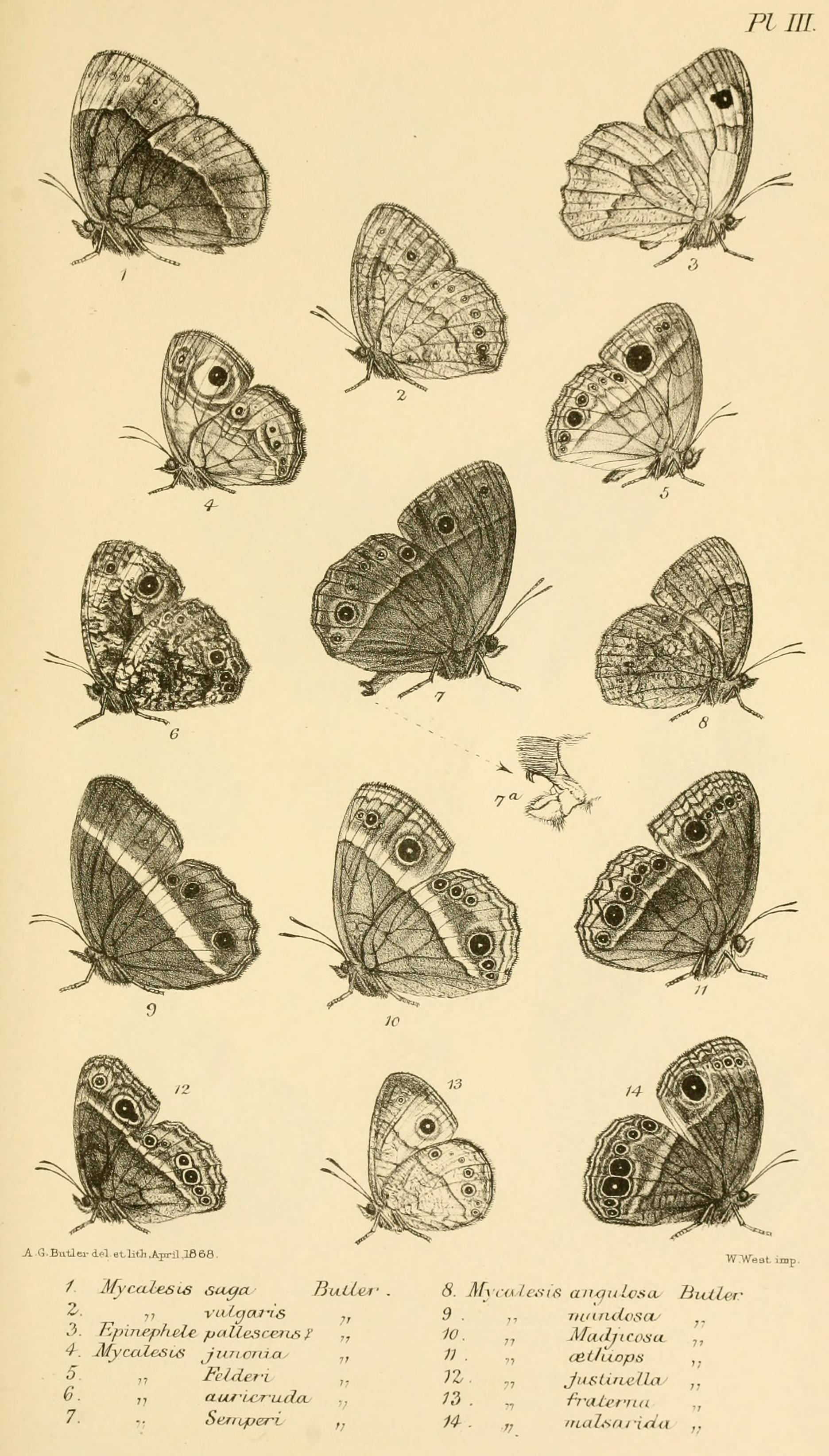